# Kalek
Kalek (deutsch Kallich) ist eine Gemeinde im Okres Chomutov in Tschechien. Sie liegt auf etwa 700 m n.m. nahe dem Erzgebirgskamm an der tschechisch-deutschen Grenze, die hier der Verlauf der Natzschung markiert.

## Gemeindegliederung
Die Gemeinde Kalek besteht aus den Ortsteilen Jindřichova Ves (Heinrichsdorf), Kalek (Kallich) und Načetín (Natschung). Grundsiedlungseinheiten sind Gabrielina huť (Gabrielahütten), Kalek, Načetín und Načetín I (Kienhaid).
Das Gemeindegebiet gliedert sich in die Katastralbezirke Gabrielina Huť, Kalek, Načetín und Načetín u Kalku.

### Nachbarorte
|                                                | Marienberg, Olbernhau                       |                                                              |
| Hora Svatého Šebestiána (Sankt Sebastiansberg) | Kompassrose, die auf Nachbargemeinden zeigt | Brandov (Brandau), Hora Svaté Kateřiny (Sankt Katharinaberg) |
|                                                | Blatno (Platten)                            | Boleboř (Göttersdorf)                                        |

## Geschichte

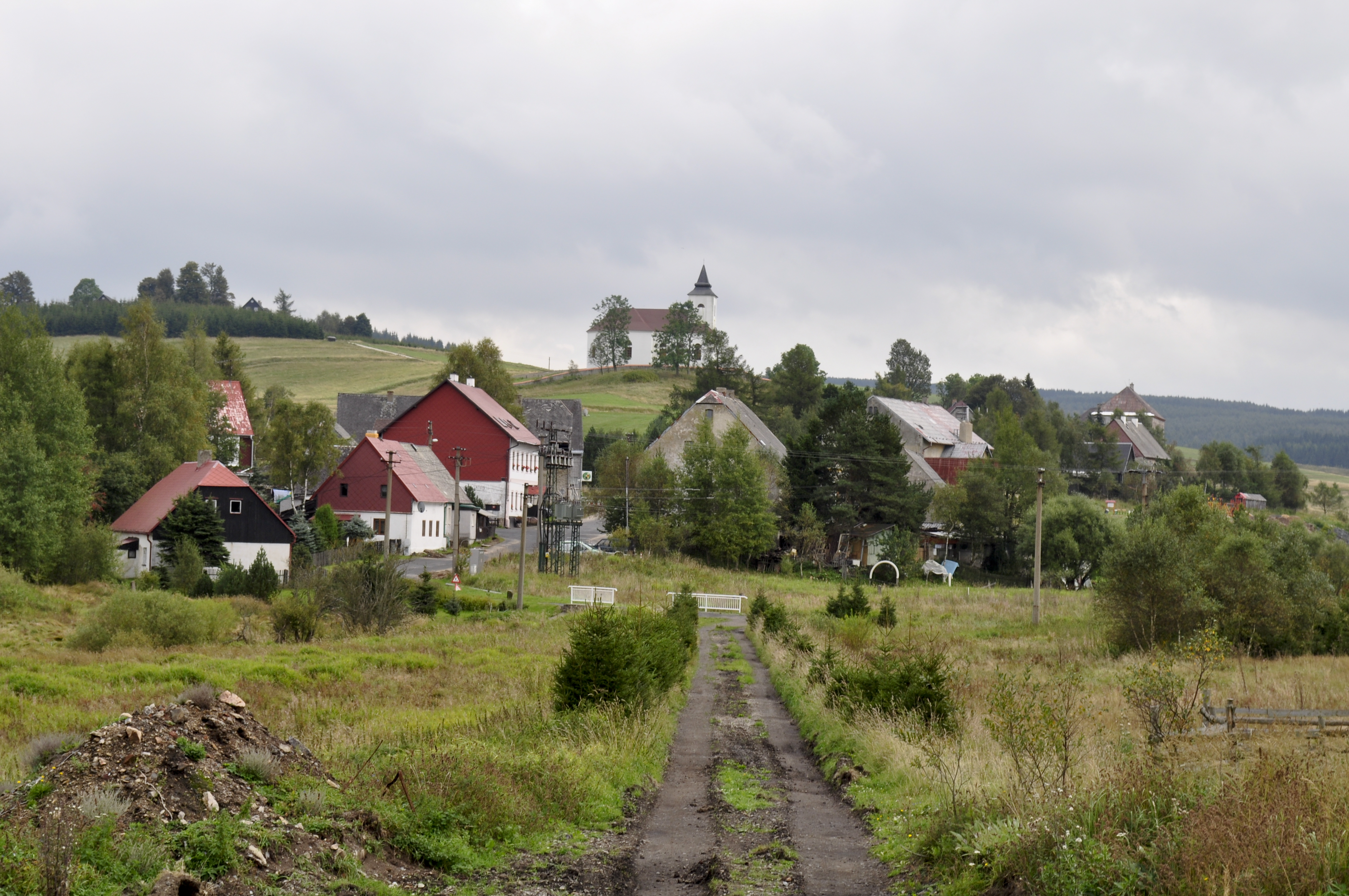
Ortsmitte von Kalek

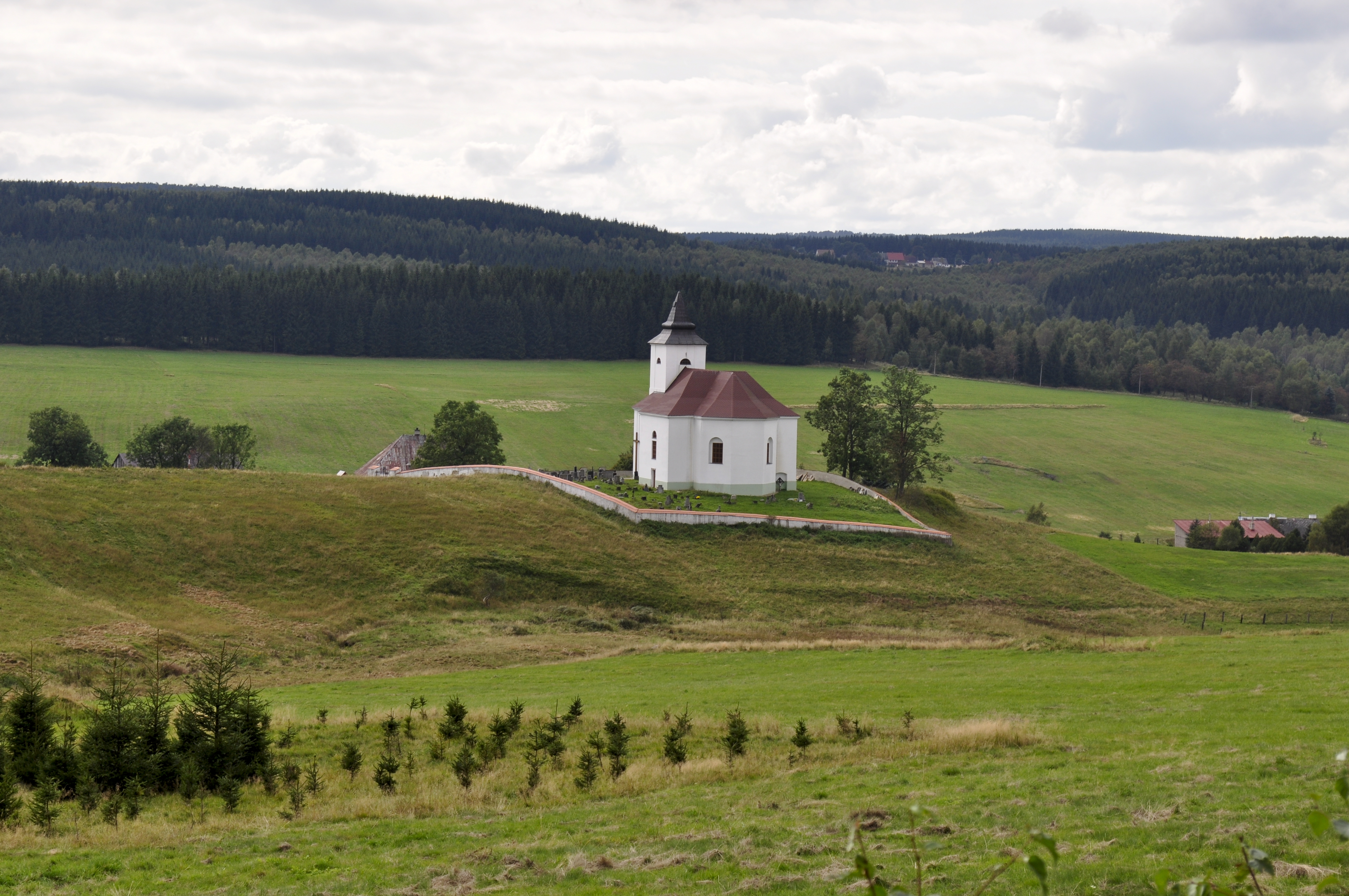
Renovierte Kirche (2011)

Das Dorf bestand am Anfang wohl aus einigen Köhler- und Holzfällerhäusern. Dieses Dorf hat keinen Dorfplatz. Die Häuser wurden vielmehr entlang der Straße gebaut. Die erste nachgewiesene Besiedlung erfolgte im Zusammenhang mit der Förderung von Erzen im Jahr 1579, als hier ein Hammerwerk für die Herstellung von Blechen errichtet wurde. Das Erz wurde im Ort am Platz der heutigen Kirche gefördert. Die Bezeichnung Kalek (Telczpach) wird das erste Mal 1555 im Verzeichnis von Rothenhaus (Červený Hrádek) erwähnt. Ursprünglich hatte der Ort zwei Namen: Langenhart (Nachweis aus 1579; Nicolaus Lang von Langenhart war Eigentümer von Rothenhaus nach Christoph von Carlowitz) und Kallich. Kalek ist im Kaufvertrag vom 2. März 1582 zwischen Georg von Carlowitz und Bohuslav Felix von Lobkowitz und Hassenstein aufgeführt. Im 17. Jahrhundert spricht man nur noch von Kalk, das seinen Namensursprung nach den Kalkbergwerken in der Gegend erhielt. Aufgeschlossen wurden die ersten Kalkvorkommen von fränkischen Einwanderern. Es sind im Wesentlichen präpaläozoische Marmore der Rusova-Formation.
Der größte Teil der Bevölkerung war im 16. Jahrhundert protestantisch. Im Ort gab es zu diesem Zeitpunkt keine Kirche, nur einen Friedhof sowie eine Schule. Viele Jahrhunderte gehörte Kallich zum Herrschaftsbereich von Rothenhaus (Červený Hrádek). Nachdem 1588 der Eigentümer Georg Popel von Lobkowicz, eingeschworener Gegner der Protestanten eine Zwangskatholisierung durchführte, flüchteten viele Einwohner nach Sachsen. Im Ort wurde eine Holzkapelle erbaut, in der die Messe vom Pfarrer aus Göttersdorf (Boleboř) gelesen wurde. Der Dreißigjährige Krieg traf auch Kallich. Bereits 1619 zog die Armee von Mansfeld durch das Dorf. Ein Jahr später vernichteten Bayern große Teile des Dorfes. Den Rest besorgten die Schweden. So gab es kurz vor Ende des Krieges im Jahr 1654 im Ort nur noch 16 Häusler.
Graf Ferdinand Maximilian Hrzan von Harasov ließ die erste Steinkirche des Heiligen Wenzel erbauen, die 1702 eingeweiht wurde. Die Pfarrei ließ 1753 der nachfolgende Eigentümer Heinrich Josef von Auersperg bauen. Sein Sohn Johann Adam erbaute 1766 das Jagdschloss im Barockstil speziell für den Besuch des Kaisers Josef II. am 19. Juni 1766.
In den Jahren 1748–1753 wurde erneut das Hammerwerk in Betrieb genommen. Produziert wurden kleine Stahlwerkzeuge. 1749 wurde das Eisenwerk aus Natschung nach Kalek verlegt. Anfangs liefen die Geschäfte schlecht und so konnte auch das Eisenwerk die Armut, die 1770 das Erzgebirge heimsuchte, nicht verhindern. Viele Menschen verhungerten, hinzu kam Typhus. 1771 erwarb Johann Alexander von Rottenhan das Eigentum an Rothenhaus. Sein Sohn Heinrich Franz von Rottenhan nahm sich der Eisenwerke in Kallich an, baute sie aus und sie wurden der wichtigste Arbeitgeber in der Umgebung. Hinzu kam ein Werk zur Herstellung von Nägeln. Neben der Stahlverarbeitung war Heinrich auch einer der Pioniere bei der Einführung der Textilindustrie. Im Ort Kallich legte er den Grundstein der Unternehmen zur Herstellung von Spielwaren und Holzartikeln, so 1784 eine Holzdreherei. Obwohl die Holzindustrie anfangs prosperierte, kam es im 19. Jahrhundert zu Absatzproblemen und die Spielwarenfabrik wurde schließlich 1841 geschlossen.
Auch die Eisenwerke waren anfangs sehr erfolgreich. 1787 gab es hier 2 Hochöfen, 3 Stangenwalzwerke und Hammerwerke für Werkzeuge. Nach dem Tod Rottenhans übernahm seine Tochter Gabriella den Herrensitz und heiratete den Grafen Georg Franz August von Buquoy. Die Eisenwerke wurden ausgebaut, neue Werke, wie zum Beispiel Schmiedeberg wurden hinzugekauft. Die Verkehrsinfrastruktur wurde ebenfalls ausgebaut. 1834 wurde die Straße zwischen Schmiedeberg, Preßnitz und Kallich fertiggestellt. Zum Eisenwerk Kallich gehörte inzwischen eine Erzpresse, Hochofen, eine Gießerei, ein Cupoloofen, drei Schmiedepressen, eine Stangenpresse, eine Schmiede, eine Zinnerei, ein Walzwerk und zwei Puddelöfen. 1856 arbeiteten 400 Menschen in den Werken. Lebensmittel wurden von der Obrigkeit zur Verfügung gestellt, das Korn wurde in der Herrenmühle gemahlen und die Eisenwerke hatten eine eigene Bäckerei. Kalek hatte zu diesem Zeitpunkt nach der Somerov-Topographie 92 Häuser, 839 Einwohner und neben der Kirche, der Pfarrei, dem Forsthaus, Ausflugslokale, 2 weitere Gaststätten, 4 Mühlen, eine Zollstation und einen ertragreichen Kalkbruch. Der Kalk war auch ein wesentlicher Flussverbesserer der Eisenherstellung.
Ab Mitte des 19. Jahrhunderts begann der Existenzkampf der Eisenwerke in Kallich. Er war vergeblich. Der neue Eigner, die Erzgebirg'sche Eisen- und Stahlwerks-Gesellschaft in Komotau, stellte 1874 die Produktion ein. Zwar wurde immer wieder versucht, die Produktion wieder aufzunehmen, aber die langen Transportwege, der einbrechende Preis und die starke Konkurrenz der Werke in Kladno und Ostrau machten diese Bemühungen zunichte. Nach der Demontage der meisten Werke versuchte P. Netto in den übriggebliebenen eine Fabrik für Emailgeschirr aufzubauen. Die Umschulung der älteren Beschäftigten bereitete Schwierigkeiten und so holte man Arbeiter aus Böhmen und Polen. Neben Email- und Aluminiumgeschirr wurden auch emaillierte Eisenöfen gebaut. Obwohl das Unternehmen erfolgreich war, es exportierte nach Europa und Afrika, waren es wieder die langen Wege, die das Unternehmen unrentabel werden ließen. So leitete zum Beispiel der verhinderte Bau der Eisenbahnstrecke von Wurzmes über Görkau, Kalek, bis zur Saigerhütte Grünthal als Fortführung der Schweinitztalbahn in Sachsen das Ende der Industrie ein. Nach Nettos Tod 1909 führte seine Frau das inzwischen auf 25 Mitarbeiter geschrumpfte Unternehmen weiter. In den Jahren 1922–1924 wurde von der Firma Ebupik der Versuch unternommen, Bürsten und Pinsel, Holzbestecke und Spielwaren herzustellen. Später wurde die Produktion auf Küchenutensilien umgestellt. 1932 übernahm Heinrich Bulin das Werk, der es bis 1948 leitete. Danach wurde es verstaatlicht.
In einem anderen Gebäude eröffnete A. Ihl eine Möbelfabrik und Bruno Seifert aus Natzschung (Načetín) eine Manufaktur zur Herstellung von Nägeln aus Draht.
1846 wurde eine Schule erbaut, in die Kinder aus Natzschung, Heinrichsdorf, Gabrielahütten (Gabrielina Huť) und Kienhaid gingen. Die Post wurde 1866 eröffnet, die teilweise bis zu 12.000 Postsendungen jährlich zu bewältigen hatte. Täglich gab es Postverkehr mit Brandau und in das sächsische Rübenau. Der Polizeiposten zählte bis zu 6 Beamte, die vor allem mit Schmugglern beschäftigt waren. Der Arzt am Ort musste meist Krankheiten der Atemorgane und rheumatische Beschwerden behandeln. Das Gesellschaftsleben erschöpfte sich in Vereinen der Landwirte, der Veteranen, im Begräbnisverein und bei der Freiwilligen Feuerwehr Kalek.
In den 1930er Jahren gewann die Deutsche Nationalpartei Böhmens an Einfluss und es kam zu Auseinandersetzungen mit bewaffneten Provokateuren der Partei. Diese Situation wird auch in dem in Kalek gedrehten Film „Uloupená hranice“ festgehalten. 1944 entstand in Heinrichsdorf ein Lager, in dem tschechische Männer eingesperrt wurden, die eine Jüdin zur Frau hatten.
Die Nachkriegsereignisse wurden unter anderem mit Unterstützung der Internationalen Gesellschaft für Menschenrechte aufgearbeitet. Die Vertreibung der Deutschen aus Tschechoslowakei ist mittlerweile wissenschaftlich dokumentiert. 2001 errichteten die Heimatvertriebenen einen Gedenkstein an der Grenze in Rübenau.
1960 wurde Kalek mit Načetín und Jindřichova Ves vereinigt. Neben 20 ständig bewohnten Häusern befinden sich in Kalek noch 30 Wochenendhäuser.
Das Verhältnis ist zu der Deutschen Nachbargemeinde Rübenau gut, dort wird der zweisprachige Kindergarten gerne angenommen. Viele Tschechen pendeln dorthin nun täglich zur Arbeit, einige haben sich dort niedergelassen.

## Sehenswürdigkeiten
- Kirche des Heiligen Wenzel (Kostel sv. Václava) von 1702 und Friedhof mit umfangreich erhaltenen Grabsteinen bis 1946
- Ehemaliges Jagdschlösschen